# Plaza del Caribe
Plaza del Caribe es un centro comercial ubicado en  Ponce, Puerto Rico. Es propiedad de Empresas Fonalledas y es el centro comercial más grande del sur de Puerto Rico. El centro comercial está ubicado en la intersección de la Carretera PR-2 y PR-12. Las tiendas de ancla son JCPenney, Macy's, y Próximamente Burlington 

## Historia
El centro comercial abrió el 11 de septiembre de 1992. En ese momento tenía 140 tiendas y estaba anclado por tres grandes almacenes principales: Sears, J. C. Penney y González Padin. Este último estaba en el centro comercial hasta que la compañía quebró en 1995. El centro comercial también tenía un cine de 6 pantallas en el área de las de comidas. Una  Circuit City independiente funcionó en el centro comercial durante un breve período de tiempo a mediados y finales de la década de 2000, pero cerró después de que la empresa se declarara en quiebra. Fue reemplazado por un CompUSA que finalmente también se cerró. El espacio fue ocupado por TigerDirect hasta 2015.
Durante la temporada de vacaciones de 2010, el cine de 6 pantallas en el centro comercial fue reemplazado por un nuevo múltiplex Caribbean Cinemas de 10 pantallas ubicado en la propiedad del centro comercial pero físicamente separado de la estructura principal del centro comercial. Está ubicado inmediatamente al sur del complejo principal del centro comercial en un lote delimitado al sur por el autopista Luis A. Ferre (PR-52).
A finales de 2012, el centro comercial comenzó un proyecto de expansión aumentando el número de restaurantes en su patio de comidas de 13 a 18 establecimientos.  También se inauguró el 13 de mayo de 2013 por un valor de más de $ 2 millones de P. F. Chang. La estructura de 7,400 pies cuadrados tiene una capacidad para 268 clientes. En el otoño de 2013, LongHorn Steakhouse también abrió un restaurante en el centro comercial. Sports Authority también abrió una tienda en este centro comercial, la primera en Puerto Rico, en el otoño de 2013. A partir de septiembre de 2014, Macy's estaba en el proceso de construir una tienda en este lugar a un costo de $ 23 millones. La tienda Macy's ampliada de 155,000 pies cuadrados se abrió en el otoño de 2015 y presentará un nuevo vestíbulo junto con 19 nuevas tiendas. [Cita requerida] Después de la renovación de 2015, se renovó todo el centro comercial, incluidas nuevas tiendas como Victoria's Secret y Bath and Body Works.
En la Plaza del Caribe se celebra una feria anual de artesanos que exhibe artículos artesanales de carpintería y música local.
El 7 de noviembre de 2019, se anunció que Sears cerraría esta ubicación como parte de un plan para cerrar 96 tiendas en todo el país. La tienda cerrará en febrero de 2020, dejando el centro comercial con JCPenney & Macy's como sus dos tiendas ancla.